# Euestola basidensepunctata
Euestola basidensepunctata là một loài bọ cánh cứng trong họ Cerambycidae.